# 조니 포드리스
존 조지프 포드리스(영어: John Joseph Podres, 1932년 9월 30일~2008년 1월 13일)는 미국의 프로 야구 선수이다. 1953년부터 1969년까지 메이저 리그 베이스볼(MLB)의 브루클린/로스앤젤레스 다저스, 디트로이트 타이거스, 샌디에이고 파드리스에서 좌완 투수로 뛰었다. 다저스 시절 4번의 월드 시리즈 우승을 경험했으며, 1955년 월드 시리즈 7차전에서 완봉승을 거두며 소속팀의 우승에 일조한 것으로 유명하다.